# Gymnostoma poissonianum
Gymnostoma poissonianum är en tvåhjärtbladig växtart som först beskrevs av Rudolf Schlechter, och fick sitt nu gällande namn av Lawrence Alexander Sidney Johnson. Gymnostoma poissonianum ingår i släktet Gymnostoma och familjen Casuarinaceae. Inga underarter finns listade i Catalogue of Life.

## Bildgalleri

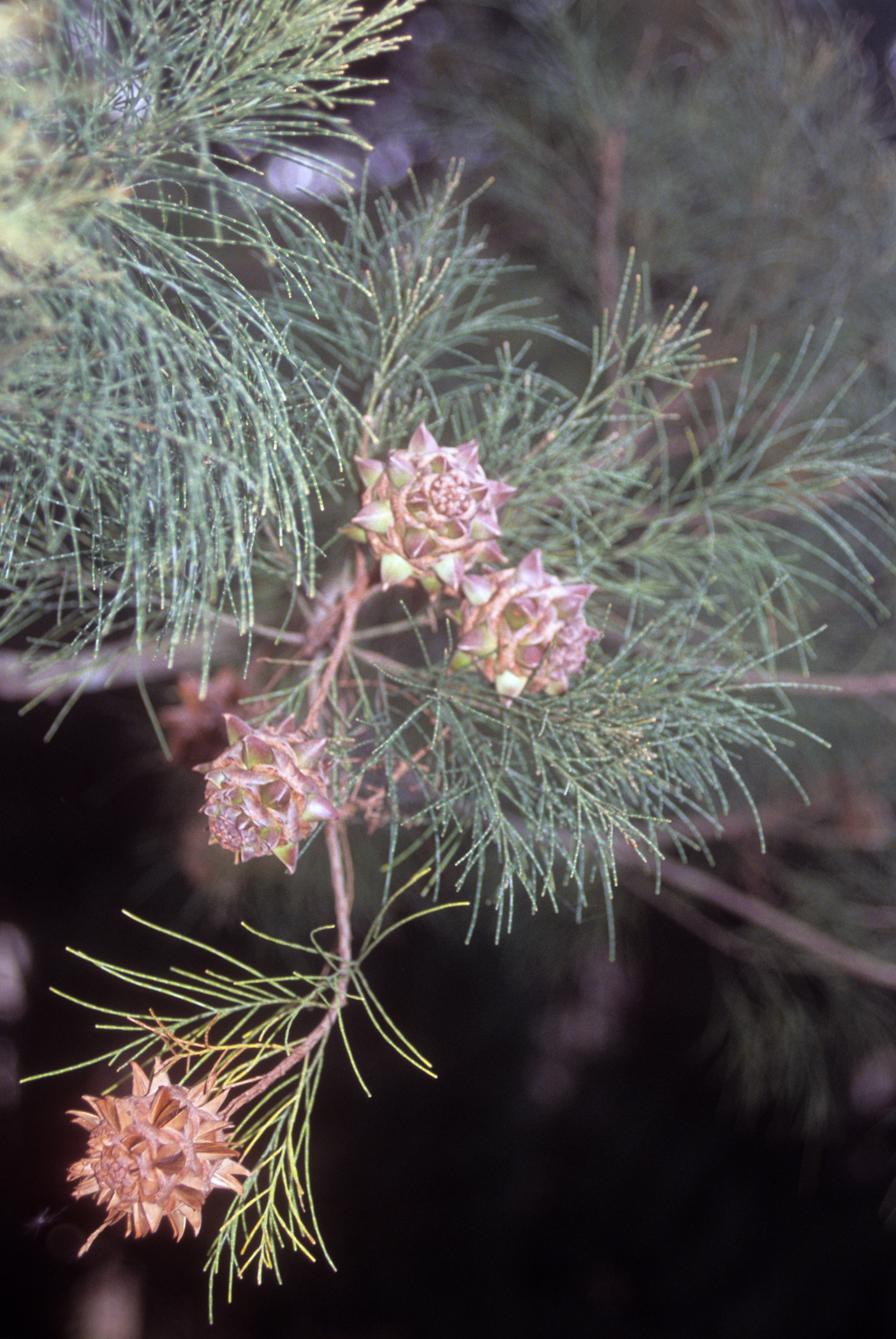
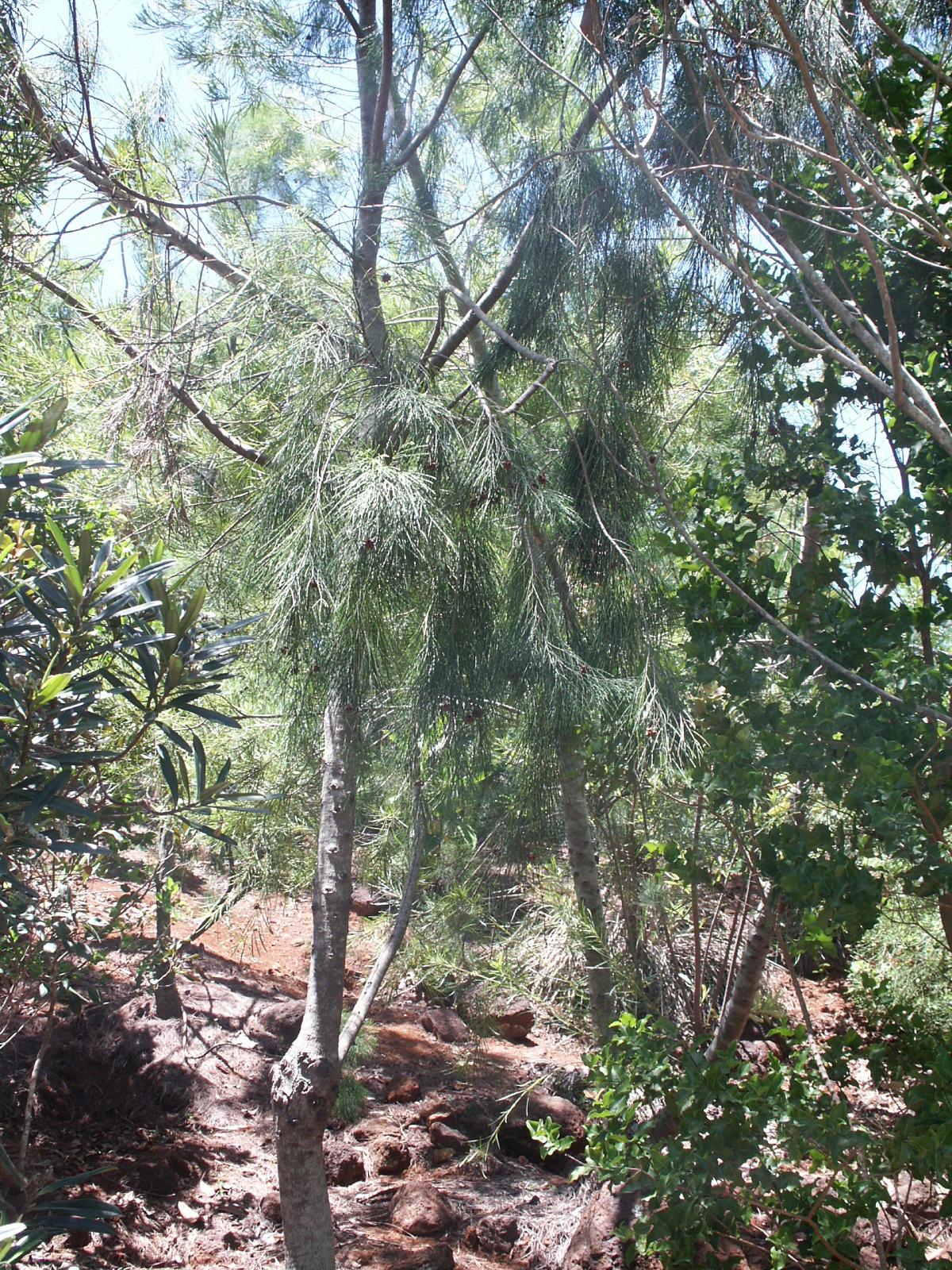